# Конкакафов шампионат 1989.
Конкакафов шампионат 1989. (шп. CONCACAF Campeonato de Naciones енгл. NORCECA) било је десето издање првенства Конкакафа, фудбалског првенства Северне Америке, Централне Америке и Кариба (КОНКАКАФ), одржано је у периоду од 19. марта до 19. новембра 1989. године. Ово је други пут да шампионато није имало земљу домаћина.
Шампионат је одржан у формату квалификација за Светско првенство у фудбалу 1990. и без земље домаћина за последњу рунду. Турнир би наслеђен Златним купом Конкакафа 1991.
Костарика је постала шампион захваљујући на гол разлици да би освојила своју трећу титулу и учествовала на свом првом Светском првенству. Сједињене Државе су завршиле као другопласирани са једним голом и квалификовале се за своје прво Светско првенство у последњих четрдесет година. САД су играле своје прве квалификације за Светско првенство у последњих 40 година победивши Тринидад и Тобаго у последњој утакмици резултатом 1 : 0, голом названим „Пуцањ који се чуо широм света“.
На такмичење се пријавило укупно шеснаест тимова Конкакафа. Међутим, ФИФА је одбила улазак Белизеа због дугова према ФИФА.

## Квалификације
Пет тимова се квалификовало у двоетапном квалификационом процесу који је трајао од априла до новембра 1988. године. Мексико је био дисквалификован током ове фазе након што је утврђено да је на турниру Конкакафа У-20 1988. увео у тим старије играче. Њихов противник, Костарика, се пласирала у финалну рунду без одигране утакмице.

## Финални турнир
| Тим               | О | П | Н | И | ГД | ГП | ГР | Бод. |  | CRC   | USA   | TRI   | GUA   | SLV   |
| ----------------- | - | - | - | - | -- | -- | -- | ---- |  | ----- | ----- | ----- | ----- | ----- |
| Костарика         | 8 | 5 | 1 | 2 | 10 | 6  | +4 | 11   |  | —     | 1 : 0 | 1 : 0 | 2 : 1 | 1 : 0 |
| Сједињене Државе  | 8 | 4 | 3 | 1 | 6  | 3  | +3 | 11   |  | 1 : 0 | —     | 1 : 1 | 2 : 1 | 0 : 0 |
| Тринидад и Тобаго | 8 | 3 | 3 | 2 | 7  | 5  | +2 | 9    |  | 1 : 1 | 0 : 1 | —     | 2 : 1 | 2 : 0 |
| Гватемала         | 6 | 1 | 1 | 4 | 4  | 7  | −3 | 3    |  | 1 : 0 | 0 : 0 | 0 : 1 | —     | X : X |
| Салвадор          | 6 | 0 | 2 | 4 | 2  | 8  | −6 | 2    |  | 2 : 4 | 0 : 1 | 0 : 0 | X : X | —     |

Костарика је освојила првенство Конкакафа 1989. године и, заједно са Сједињеним Државама, квалификовала се за Светско првенство у фудбалу 1990. године.
| Гватемала             | 1 : 0 | Костарика |
| --------------------- | ----- | --------- |
| Раул Чакон 39’ (пен.) |       |           |

| Костарика                                | 2 : 1 | Гватемала       |
| ---------------------------------------- | ----- | --------------- |
| Роџер Флорес 42’ · Еваристо Коронадо 78’ |       | Хулио Родас 51’ |

| Костарика          | 1 : 0 | Сједињене Државе |
| ------------------ | ----- | ---------------- |
| Гилберто Роден 14’ |       |                  |

| Сједињене Државе | 1 : 0 | Костарика |
| ---------------- | ----- | --------- |
| Таб Рамос 72’    |       |           |

| Сједињене Државе | 1 : 1 | Тринидад и Тобаго |
| ---------------- | ----- | ----------------- |
| Стив Тритшух 48’ |       | Хатсон Чарлс 88’  |

| Тринидад и Тобаго | 1 : 1 | Костарика             |
| ----------------- | ----- | --------------------- |
| Филиберт Џонс 13’ |       | Еваристо Коронадо 69’ |

| Костарика      | 1 : 0 | Тринидад и Тобаго |
| -------------- | ----- | ----------------- |
| Хуан Кајасо 2’ |       |                   |

| Сједињене Државе               | 2 : 1 | Гватемала      |
| ------------------------------ | ----- | -------------- |
| Брус Мари 3’ · Ерик Ајхман 67’ |       | Раул Чакон 22’ |

| Салвадор                                  | 2 : 4 | Костарика                                                      |
| ----------------------------------------- | ----- | -------------------------------------------------------------- |
| Хаиме Родригез 24’ · Хосе Мариа Ривас 63’ |       | Хуан Кајасо 16’ · Карлос Идалго 46’ · Леонидас Флорес 51’, 75’ |

| Костарика            | 1 : 0 | Салвадор |
| -------------------- | ----- | -------- |
| Пастор Фернандес 55’ |       |          |

| Тринидад и Тобаго     | 2 : 0 | Салвадор |
| --------------------- | ----- | -------- |
| Леонсон Луис 50’, 61’ |       |          |

| Салвадор | 0 : 0 | Тринидад и Тобаго |
| -------- | ----- | ----------------- |
|          |       |                   |

| Гватемала | 0 : 1 | Тринидад и Тобаго |
| --------- | ----- | ----------------- |
|           |       | Кери Џамерсон 57’ |

| Тринидад и Тобаго                     | 2 : 1 | Гватемала      |
| ------------------------------------- | ----- | -------------- |
| Филиберт Џонс 10’ · Кери Џамерсон 88’ |       | Хулио Родас 6’ |

| Салвадор | 0 : 1 | Сједињене Државе |
| -------- | ----- | ---------------- |
|          |       | Уго Перез 61’    |

| Гватемала | 0 : 0 | Сједињене Државе |
| --------- | ----- | ---------------- |
|           |       |                  |

| Сједињене Државе | 0 : 0 | Салвадор |
| ---------------- | ----- | -------- |
|                  |       |          |

| Тринидад и Тобаго | 0 : 1 | Сједињене Државе  |
| ----------------- | ----- | ----------------- |
|                   |       | Пол Калигиури 30’ |

| Салвадор | Није играно | Гватемала |
| -------- | ----------- | --------- |
|          |             |           |

| Гватемала | Није играно | Салвадор |
| --------- | ----------- | -------- |
|           |             |          |

### Достигнућа
| Најбољи играч | Победник Конкакафовог шампионата 1989. Костарика 3° титула | Најбољи стрелац 8 играча (по 2 гола) |

## Голгетери
2. гола
- Еверисто Коронадо
- Хуан Арнолдо Кајасо
- Леонидас Флорес
- Раул Чакон
- Хулио Родас
- Леонсон Луис
- Кери Џамерсон
- Филиберт Џонс